# Boikoveț, Sofia
Boikoveț (în bulgară Бойковец) este un sat în comuna Etropole, regiunea Sofia,  Bulgaria. 

## Demografie
Componența etnică a satului Boikoveț
     Bulgari (96,85%)
     Nicio identificare (3,14%)
     Altele (0%)
La recensământul din 2011, populația satului Boikoveț era de 127 locuitori. Din punct de vedere etnic, majoritatea locuitorilor (96,85%) erau bulgari. Pentru 3,14% din locuitori nu este cunoscută apartenența etnică.